# Fanlo
Fanlo è un comune spagnolo di 170 abitanti situato nella comunità autonoma dell'Aragona.

Fa parte della comarca del Sobrarbe.